# Kónosuke Macušita
Kónosuke Macušita (jap. 松下 幸之助) byl japonský průmyslník, zakladatel společnosti Panasonic (původně nesla jméno Matsushita Electric), společnosti se sídlem na předměstí Kadoma, v prefektuře Ósaka v Japonsku. Japonci ho znají jako „boha managementu“.
Biografii života Matsushita nazvanou Macušitovo vůdcovství (anglicky Matsushita Leadership) napsal americký specialista na management obchodních činností (business management) John Kotter v roce 1998.